# Cloïssa
Cloïssa és un nom comú amb què comunament es coneixen diversos mol·luscs bivalves que viuen enterrats a la sorra o al fang de les vores dels rius i mars. No té valor taxònomic. També es coneixen com escopinya bordall, escopinya o copinya, petxina, grum o grúmol i enclotxa.
Abans de l'arribada de les cloïsses de cultiu, la cloïssa fina (Ruditapes decussatus) indígena del mediterrani era la més popular.

## Biologia
Les cloïsses s'enterren mitjançant els moviments d'un peu musculós que sembla a una llengua. Aquest és cobert per dues valves unides entre si per un petit lligament que fa possible obrir i tancar de la petxina.
S'enterra aproximadament entre 5 i 30 cm de la superfície i suporta temperatures de 5º a 35 °C, tenint en compte la baixamar en zones amb marees importants i els canvis de salinitat. S'alimenten de petits éssers vius filtrant l'aigua.

## Consum
És un ingredient de molts receptes, des de tapes a l'aperitiu fins a plats elaborats. Es pot preparar com a plat: «Cloïsses a la marinera» o «Cloïsses al vapor». La preparació s'assembla a la dels musclos, tot i que s'aconsella deixar-les reposar una estona en aigua salada, per netejar-les de la sorra. Contràriament a molts mol·luscs, ajuden a baixar el colesterol.

La cloïssa més habitual als mercats dels Països Catalans és la cloïssa japonesa (Ruditapes philippinarum). És de creixement ràpid, per la qual cosa és popular per la cria en aqüicultura a Espanya, França i Anglaterra. Culinàriament, la cloïssa fina europea, és més apreciada, però subeix la concurrència de la japonesa, de cria més rendible. S'ha de comprar-les en negocis seriosos, car hi ha un mercat negre de cloïsses japoneses barates, no aptes per al consum, conreades en aigües contaminades al qual han absorbit metalls pesants tòxics. 

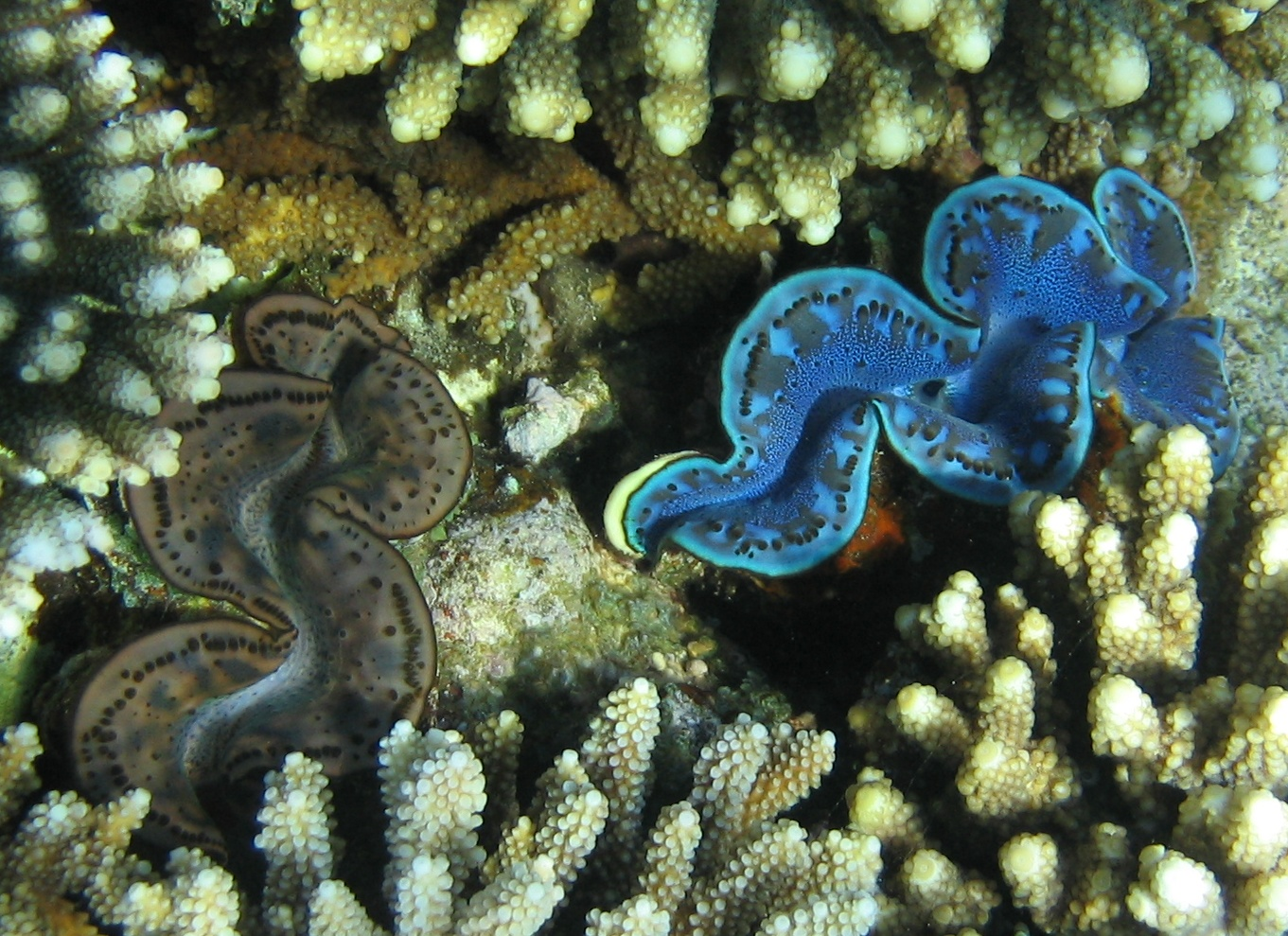
Cloïssa gegant, Tridacna gigas

## Espècies
Hi ha diverses espècies que en diversos llocs anomenen cloïsses:
- Cloïssa groga (Mesodesma mactroides): viu a les costes de l'oceà Atlàntic, des de Rio de Janeiro (Brasil), fins a la desembocadura del Riu Negre a l'Argentina.
- Cloïssa fina (Ruditapes decussatus): la més habitual al Mar Mediterrània fins al nord de l'Oceà Atlàntic i el Mar del Nord.[4]
- Cloïssa americana o mercenària (Mercenaria mercenaria): viu des del Golf de Sant Llorenç fins al Golf de Mèxic.
- Cloïssa gegant (Tridacna gigas): viu als esculls coral·lins de l'oceà Pacífic i l'oceà Índic.
- Cloïssa asiàtica (Corbicula fluminea): és d'aigua dolça i considerada una espècie invasora a Catalunya.[10][11]
- Cloïssa japonesa (Ruditapes philippinarum): originària de les del sud de Sibèria i Xina.
- Cloïssa rossa (Polititapes rhomboides): procedent de les costes portugueses, actualment es cultiva a Espanya.
- Cloïssa llimac (Venerupis corrugata): conreada especialment a Galícia (Espanya).
- Cloïssa d'aigua dolça (Diplodon chilensis): es troba habitualment als rius del centre i sud de Xile i de l'Argentina.
- Cloïssa xocolata (Megapitaria squalida): n'hi ha al Golf de Califòrnia.
- Ou blanc, cloïssa llisa blanca (Mactra stultorum): molt comuna a tot el Mediterrani i molt popular al mercat italià. La superfície de les valves és llisa, amb estries de creixement concèntriques i molt primes. El color és blanc, tot i que poden presentar un periòstrac de color bru clar.